# Ferrol (Virginia)
Ferrol (Virginia) is een kleine plaats (unincorporated community) in de Verenigde Staten van Amerika, in het westen van Virginia, nabij Staunton (Virginia).

## Plaatsen in de buurt
Mount Elliott Bronnen (2,0 km),Augusta Springs (3,0 km), Chapin (4,5 km), Summerdean (4,5 km), North Mountain (5,8 km), McKinley (7,4 km), Trimbles Mill (6,5 km), Estaline (8,1 km), Buffalo Gap (9,6 km), Middlebrook (8,9 km), Swoope (8,8 km), Christian (9,6 km), Fordwick (8,7 km), Craigsville (9,2 km), Little Baltimore (11,9 km).